# 정재형
정재형(1970년 1월 12일 ~ )은 대한민국의 싱어송라이터, 작곡가, 음악 프로듀서, 피아노 연주자이다.
용문고등학교와 한양대학교 음악대학 작곡과를 졸업하고 파리 고등 사범 음악원에서 영화음악 및 음악학 석사를 취득하였다. 1995년부터 베이시스를 이끌었으나 1999년 해체한 이후에는 솔로로 전향하였다. 현재 소속사는 안테나이다.

## 개요

### 베이시스
- 결성

한양대학교 작곡과 정재형은 한양대학교 관현악과 바이올린을 전공한 김연빈, 그리고 그와 쌍둥이이자 이화여자대학교 관현악과 바이올린을 전공한 김아연과 매우 친했다. 김연빈과 김아연은 대중가수가 되고자 했고 한편 정재형은 군대에 갔다. 당시 군 복무 중이었던 정재형에게 김연빈, 김아연이 한번 곡을 써보라고 해서 정재형은 '그럴까?' 하는 생각으로 피아노도 없이 곡을 써서 보냈는데 정재형은 가요를 잘 듣지 않아서 오페라가 됐다고 한다. 제대한 후에 김연빈, 김아연이 정재형에게 같이 해보자고 해서 그때 가요를 1년간 들으며 같이 준비했다. '우리는 코러스 연주도 다 하자.'고 했는데 이것이 그 당시에는 희한한 밴드 형식이었다. 셋이 데모테이프를 들고 몇 군데를 다녔었는데 관심은 보였지만 모두 클래식 전공들이고, 바이올린, 피아노를 연주하니 어떻게 내보내야 하는지 몰라 했다고 한다. 그때 어떤 분이 사무실을 나와서 베이시스가 데뷔를 하게 되었다.
- 1995년 베이시스 1집《Looking For Myself》

1집 발매 후 클래식 전공자 3명이 무대 위에서 연주와 노래를 같이 하는 모습이 신선해서 배철수가 진행하는 라이브 프로에서 비틀즈의 노래를 새로 편곡해서 라이브를 하게 되었으며 그때 매우 반응이 좋았다. 그 다음부터 많이 알려지게 되어 3월에 앨범이 나왔는데 차트지에서 1위를 한 건 10월 정도였고 방송에서는 최다 1위 후보를 기록했다.
- 1996년 베이시스 2집《The Unbalance》

이 2집은 베이시스의 전성기였지만, 기획사가 2집부터 베이시스에 욕심을 내면서 이때부터 흐트러지는 느낌이 생겼다. 의도치 않은 방송이 잡히는 등 당황스러웠지만 셋이 속내는 나누지 못한 때였다. 정재형의 경우 2집을 녹음할 때부터 곡도 쓰고 편곡도 하고 보컬 편곡도 해야 하는 등 할 일이 너무 많은데 대학 행사 참여가 계속되면서 정재형은 남아서 밤에 곡 쓰고 편곡하고 공연 준비하느라 거의 사무실 지하에서 지내며 '뭐지?'라는 생각이 많이 들었다고 한다. 2집 때부터 곡들이 굉장히 우울해지기 시작하는데, 스케줄에 치이는 반면 곡도 써야 하고 편곡도 해야 하다 보니 스트레스가 많이 쌓인 가운데 앨범 발매일은 다가오다 보니 '물리적으로 나한테 좀 시간이 더 있었으면 좋겠다..'는 생각을 많이 했던 시기였다. 유일하게 정재형이 작곡하지 않은 곡이 1집 <짐작> , <또 다른 사랑을 위해> 2집 <단순한게 좋아> 였는데, 회사에서는 <단순한게 좋아>를 타이틀 곡으로 하고 싶어했고 정재형은 열심히 다 곡 쓰고 준비했는데 타이틀 곡을 다른 사람의 곡으로 하려고 해서 이해가 안 됐고 그때 안무도 하고 해서 이상했다. <단순한게 좋아>는 아예 차트에도 올라가지 않았고 <작별의식>이 차트에 올라갔다. <작별의식>은 1집 <내가 날 버린 이유>와 연결이 되는 베이시스의 색깔을 규정해주는 곡으로, 클래시컬하면서 애조띤 발라드 형태의 곡이다. 2집 수록곡 <간둥이의 슬픔>은 유희열이 숨겨진 노래를 꼽을 때 꼭 얘기하는 곡으로 정재형도 가장 다른 방식으로 썼던 곡 중의 한 곡으로 기타적인 곡 쓰기였다고 한다. 내용은 '둘째의 슬픔'이라고 얘기했는데 둘째는 위에 치이고 아래 치이고 일찍 깨닫게 되는 것도 많고 굉장히 적극적인 모습이 많은데 그런 서러움 같은 걸 얘기한 곡이라고 한다. 형제들뿐만 아니라 우리 삶에서도 항상 그런 것들이 있었던 것 같아서 그런 이야기를 한 것이라고 한다.
- 1997년 베이시스(정재형) 3집《Friends》

김연빈, 김아연과 더 이상 활동하지 못하는 상황이 되었으며 사무실과도 여러 복잡한 일들이 있었다고 한다. 제작비 얘기를 해서 상황도 위축됐는데 금방 앨범을 내고 싶지 않았는데 빨리 앨범을 내야 되는 상황이었다. 정재형은 베이시스 때를 돌아보면 돈을 번 것도 아니지만 돈보다도 '나를 좀 지켜줬으면, 음악을 할 수 있는 상황을 만들어 줬으면 좋겠다'라는 생각을 했다고 한다. 그런 상황에서 앨범을 내야 해서 굉장히 슬퍼지고 기운이 빠졌다. 힘든 일을 겪을 때 가장 친한 친구인 김연빈과 힘든 시기에 같이 있었는데 이제는 혼자가 되었고 부담감도 혼자 져야 했기 때문이다. 3집때부터 편곡, 현 편곡을 완벽하게 더 관여하게 되어 힘들었던 만큼 깨어났다고 한다. '내가 정확하게 편곡을 하지 않으면 어느 순간엔 내가 음악하는 사람이 아닐 수도 있겠구나.'라고 자각하기 시작한 시기로, 정재형의 색깔이 베이시스 3집에서 시작되었다고 볼 수 있다.
베이시스 2집 때 이적, 김동률 등과 친해졌는데 정재형이 힘든 시기였던 3집 때 서로 조언도 하고 음악도 나눠듣던 것이 도움이 많이 됐다고 한다. 음악 동료들이 없었으면 힘든 시기를 버틸 힘도 없었고 '내가 음악을 하는 사람 이란 것들을 아주 심각하게 자각하지 않았었을 시기'었을수도 있었을 거라고 한다. 수록곡 <독(毒)> 은 이소라가 작사했다.

### 정재형
- 1999년 정재형 1집 《기대》 보관됨 2015-12-23 - 웨이백 머신

정재형 1집은 정재형이 가장 원하는 방향으로 만들었다. 베이시스 땐 클래식 전공, 클래식적인 이런 게 부담이 돼서 머리도 노랗게 염색했다가 1집 작업할 때 '그래. 내가 왜 부정을 하지? 나의 본질이 클래식한 게 맞고 클래식한 것이 나의 음악이라면 해보자.'라는 생각으로 정원영의 작업실에서 혼자 시간을 많이 가지면서 작업한 앨범이다. 1집 앨범을 발매한 후 바로 정재형은 유학을 떠난다. 타이틀 곡 <체념> 작사는 김동률이 작사했다.
- 2002년 정재형 2집 《두 번째 울림》 보관됨 2015-12-23 - 웨이백 머신

2001년에 영화음악을 끝낸 다음 학기에 다시 클래식 작곡으로 편입을 해놓고 한국 들어와서 앨범을 만들고 다시 프랑스로 돌아갔다. <진주귀걸이를 한 처녀> 가사는 어떻게 써야할지 모르겠어서 이소라에게 연락해서 가사를 써달라고 했서 이소라가 작사했는데 정재형은 이곡을 되게 좋아했다고 한다. 이적은 정재형 1집 <비록>에 이어 2집에도 작사에 참여했는데 수록곡 <시련> 을 작사했다.
- 2008년 정재형 3집 《For Jacqueline》  보관됨 2015-12-23 - 웨이백 머신

정재형의 6년만의 정규앨범이다. 정재형이 3집을 발매하기 전에 영화음악을 하고 현대음악을 공부할 때로 클래식에 많이 빠져 있었고 교수님이 정재형에게 "너 잘한다. 난 네가 클래식 작곡을 했으면 좋겠다." 고 했다고 한다. 또 그 시기에 정재형이 예민하던 시기여서 가요곡을 못 쓰겠다고 했다. 그때 도저히 안되겠어서 현대음악을 할 수 있다고 생각을 했는데 마지막 콩쿨 시험이 있을 때 정재형의 집안이 어려웠는데 마지막 시험이 딱 두달이 남았는데 집세를 못내고 한국에 들어와야 되나 말아야 하나 갈등하던 중 정재형의 형이 "들어오지 말고 마무리를 지어라. 여긴 형과 동생이 있으니까." 그래서 그때 당시 두달이 정재형에겐 2년 같이 힘들었고 한국에 들어올 때도 프랑스 친구들이 돈을 빌려줬다고 한다. 근데 그때 당시가 힘들고 막 괴롭진 않았다고 한다. '견뎌낼 수 있다. 돈이 없다는 일이 창피한 일은 아니다. 왜냐면 자신에겐 꿈이 있으니까'라고 생각했기 때문이다. 또 클래식은 당장 집안도 이런데 할 수가 없겠다고 생각했다. 그래서 그때 다시 음반 계약을 해서 3집 앨범을 발매하게 되었다. 3집 작업 때 정재형이 일렉트로닉에 빠져 있어서 프랑스에서 작업하고 한국에서 다시 노래 녹음하고 다시 보내면 다시 작업해서 온 걸 일본가서 믹스작업을 하고 그랬는데 지금 생각하면 정재형이 '이걸 내가 어떻게 했지?' 하는 생각이 든다고 한다.
- 2009년 정재형 연주음악 앨범 《프롬나드, 느리게 걷다 - 소품집》 보관됨 2015-12-23 - 웨이백 머신

연주음악 음반이다. 단 하나의 곡 – 루시드 폴이 가사를 쓰고 정재형이 작곡했으며, 루시드 폴, 엄정화, 정재형이 함께 노래한 ‘시간은 그대와 흘러’ – 을 제외한 모든 곡들이 연주 음악으로 구성되어 있다. 피아노와 첼로, 플루트, 오보에, 호른, 비올라와 같은 전형적인 클래식 악기들이 소편성으로 사용되어, 심플하면서도 격조 있는, 고즈넉한 분위기의 음악을 만들어내고 있다. 낯선 사랑에 대한 아름다운 재발견의 과정을 그린 영화 ‘우리 집에 왜 왔니’의 음악은, 단순한 배경음악에서 벗어나, 사랑과 인생에 대한 사색에 어울리는 본격 감상용 음반이다. 어딘가를 향해 고요히 산책하며 자신의 내면의 소리에 귀 기울이며 듣는 음악, 때론 평화롭고 때론 생각들이 서로 부딪치는 소용돌이마저 담은 듯한 음악들이다.
- 2010년 정재형 피아노 연주 앨범 《Le Petit Piano》 보관됨 2015-12-23 - 웨이백 머신

스물여섯 살이 되던 1995년. 두 명의 여성 멤버와 결성한 그룹 '베이시스'로 가요계에 등장한 정재형은 특유의 우울함과 처연한 감성으로 독자적인 음악세계를 구축했다. 그룹이 해체되고 서른이 되던 해에 파리 유학길에 오른 그는 파리고등사범음악원의 영화음악을 전공하며 유학기간 동안 '오로라 공주', 'Mr. 로빈 꼬시기', '지금 사랑하는 사람이 있습니까' 등 영화 OST 음악 감독으로서의 캐리어를 넓혀가며, 스코어 작곡에도 탁월한 감각을 보였다. 그리고 2010년, '작은 피아노'라는 뜻의 [Le Petit Piano]를 발매하며 뉴에이지 피아니스트라는 타이틀을 하나 더 얻게 된다. 앨범 타이틀에서 유추되듯 본 작은 순수하게 피아노만을 위한 소품집으로, 유학생활에서 그가 느낀 고독과 외로움이 고스란히 배어 있는 다분히 사색적인 음반이다.
조용하게 시작을 여는 서막 "오솔길"은 아무도 없는 숲 속을 이른 아침에 홀로 거닐고 있는 듯한 평화로운 풍경이 떠오른다. 고요하고 정적인 선율은 "사랑하는 이들에게"로 이어지며 파리에서 고국을 그리워했을 그의 마음이 느껴진다. 정재형은 원래 매우 격정적인 피아노 연주를 하는 것으로 알려져 있는데, 앨범명이 '작은 피아노'인 만큼 이 앨범에서는 한없이 투명하고 서정적인 터치로 마치 책의 페이지를 넘기는 것처럼 곡과 곡 사이의 연결이 매우 자연스럽게 이어진다.
"여름의 조각들", "겨울의 정원", "가을의 뒷뜰" 등 9년의 시간 동안 타국에서 보낸 계절의 기록과 고국에 대한 향수, 파리의 낭만이 그의 손끝에서 우리의 마음으로 전해져온다. 듣기 좋은 뉴에이지 음반은 많다. 그러나 본 작처럼 클래식과 뉴에이지 사이에서 완벽한 화합을 이뤄내며 깊이를 가지면서도 부담없이 들을 수 있게 완성된 작품은 흔치 않다. 파리에서의 시간을 음표로 재현한 [Le Petit Piano]는 한 줄의 가사도 없지만 피아노 소리만으로도 그의 마음이 고스란히 느껴진다. 고독하면서도 다정함을 지닌 피아니스트 정재형을 만날 수 있는 앨범이다.
- 2019년 정재형 피아노 연주 앨범 《Avec Piano》 보관됨 2015-12-23 - 웨이백 머신

한 번의 연주곡 앨범으로 피아노와 ‘함께’ 유려한 조화를 이룬 퀄텟, 오케스트라, 첼로, 바이올린, 비올라 등 다양한 악기들과의 만남을 담았다. ‘Avec Piano’는 한없이 서정적이고 소박하면서도 세련된 선율들이 지배적이었던 전작에 비해 확장된 스케일에 과감함과 실험적인 면모를 더했고, 피아노를 주축으로 한 ‘다양성’에 무게를 둔 작품들을 배치해 전체적인 볼륨감에 방점을 찍었다. 현대음악과 융합되며 빛나는 정재형의 캐릭터는 고스란히 피아노 선율에 담겨 색다른 감동을 선사한다
‘피아노와 함께’, 클래식계에서 내로라하는 솔리스트, 앙상블, 오케스트라 주자들과의 만남으로 열정적이고 화려하면서도 잔잔하고 섬세한 정재형의 양면적인 음악 내면을 아낌없는 에너지로 쏟은 점이 주목된다. 특히 타이틀곡 ‘La Mer’를 포함하여 제목에서부터 바다, 미풍, 산 등을 표현한 이번 앨범은 ‘자연’과 ‘나’를 오랜 시간 들여다본 뒤에 받은 영감을 정재형답게 풀어냈다. 자연과 나, 그리고 그 둘의 공존 속에서 얻는 또 다른 에너지를 테마로 서로 다른 듯 같은 결의 8트랙을 담았다.
타이틀곡 ‘La Mer’는 제목처럼 ‘바다’를 품고 있는 듯이 잔잔하다가도 맹렬하게 부서지는 파도처럼 극적인 전개를 지닌 곡이다. 대자연의 광활한 바다에서 파도의 한 조각까지 훑어내려가며 구석구석 가슴 아픈 일들을 치유하듯 어루만지는 선율이 인상적이다. 애틋하면서도 극적인 바이올린의 아름다움이 극대화된 곡으로 바이올리니스트 백주영이 함께 해 더욱 빛을 냈다. 이 밖에도 지난 앨범 ‘Le Petit Piano’의 마지막 콘서트에서 다음 앨범에 실을 곡으로 예고하며 비올리스트 김상진과 함께 선보였던 ‘Andante’도 수록되어 오랜 팬들의 반가움을 더했다.

### 방송 활동
예전엔 예민했던 정재형에게 방송은 힘들었다고 한다. 유학 생활로 방송 활동을 꾸준하게 안 했었고 앨범 프로모션도 한달로 계획해서 한국에 들어가고 그랬어서 방송에 익숙하지 않은 이유도 있었다고 한다. 하지만 어느순간 '아 이러다 부러지겠구나.'라는 생각을 했었다고 한다. 안 하는 이유도 너무 많아지고 그러다보니 정말 할 게 없고 그러면서도 막상 바쁜 '이게 뭐지?'라는 생각이 들었을 때 자신한테 '왜 자신이 없어?' 이런 얘기들을 자신에게 했다고 한다. 유희열이 고민하고 힘들어하는 정재형에게 "내가 생각할 때 위트와 남자의 유머는 자신감이다." 라고 말해줬는데 정재형에게 그 말이 되게 기억에 남았다고 한다. '아 그래. 그렇게 긴장하고 그러면 안 되겠다. 이러면 정말 깐깐한 음악인이 되겠구나. 물론 그것도 중요하지만 점점 방송이란 것도 이렇게 힘들어하는데 뭘 하겠나. 뭐 어때 유머러스하고 음악은 진중할지언정.' 이렇게 유연함에 대해서 진지하게 생각해다고 한다. 유희열의 조언에 생각과 마음을 점점 오픈 하니까 암울하고 우울한 시기를 잘 극복할 수 있었다고 한다. 그렇게 2011년 《무한도전 서해안고속도로 가요제》 방송 출연을 계기로 2012년 SBS 《정재형 이효리의 유&아이》,  2012년 KBS《불후의 명곡 - 전설을 노래하다》,  2014년 올리브tv 《정재형의 프랑스 가정식》,  2015년 tvN 《젠틀맨리그》, 2015년 KBS Cool FM 《정재형 문희준의 즐거운 생활》, 2018년 KBS 《건반 위의 하이에나》, 2019년 JTBC 《방구석 1열》 MC 활동까지 할 수 있게 되었다.

## 학력
- 용문고등학교 졸업
- 한양대학교 음악대학 작곡과 학사
- 파리 고등 사범 음악원 영화음악, 작곡 석사

## 수상
- 2011 MBC 방송연예대상 쇼버라이어티부문 (인기상)
- 2011 제4회 스타일 아이콘 어워즈 (본상)
- 2016 KBS 연예대상 (토크 & 쇼부문 - 최우수상 수상)[3]

## 음반

### 베이시스

#### 정규
Looking For Myself
| 연도 | Artist   | 발매 형식 | 앨범명                | 타이틀 곡       |
| ---- | -------- | --------- | --------------------- | --------------- |
| 1996 | 베이시스 | 정규      | 2집 《The Unbalance》 | <간둥이의 슬픔> |

The Unbalance
| 연도 | Artist   | 발매 형식 | 앨범명                | 타이틀 곡       |
| ---- | -------- | --------- | --------------------- | --------------- |
| 1996 | 베이시스 | 정규      | 2집 《The Unbalance》 | <간둥이의 슬픔> |

Friends
| 발매일  | Artist           | 발매 형식 | 앨범명      | 기획사   | 수록곡                     |
| ------- | ---------------- | --------- | ----------- | -------- | -------------------------- |
| 1997.11 | 베이시스(정재형) | 정규 앨범 | 《Friends》 | 삼성뮤직 |                            |
| 1997.11 | 베이시스(정재형) | 정규 앨범 | 《Friends》 | 삼성뮤직 | - 아름다운 비행            |
| 1997.11 | 베이시스(정재형) | 정규 앨범 | 《Friends》 | 삼성뮤직 | - 세상의 모든 이별         |
| 1997.11 | 베이시스(정재형) | 정규 앨범 | 《Friends》 | 삼성뮤직 | - 12년의 사랑 (4-4+4=12)   |
| 1997.11 | 베이시스(정재형) | 정규 앨범 | 《Friends》 | 삼성뮤직 | - 독(毒)                   |
| 1997.11 | 베이시스(정재형) | 정규 앨범 | 《Friends》 | 삼성뮤직 | - 야경(夜景)               |
| 1997.11 | 베이시스(정재형) | 정규 앨범 | 《Friends》 | 삼성뮤직 | - 친구                     |
| 1997.11 | 베이시스(정재형) | 정규 앨범 | 《Friends》 | 삼성뮤직 | - 잔인한 날 (Feat. 이기찬) |
| 1997.11 | 베이시스(정재형) | 정규 앨범 | 《Friends》 | 삼성뮤직 | - 너를 잃어갈 때           |
| 1997.11 | 베이시스(정재형) | 정규 앨범 | 《Friends》 | 삼성뮤직 | - 마리아의 테마            |
| 1997.11 | 베이시스(정재형) | 정규 앨범 | 《Friends》 | 삼성뮤직 | - 현종이에게               |
| 1997.11 | 베이시스(정재형) | 정규 앨범 | 《Friends》 | 삼성뮤직 | - 8월(月)                  |
| 1997.11 | 베이시스(정재형) | 정규 앨범 | 《Friends》 | 삼성뮤직 | - 독(毒) (feat. 이소라)    |
| 1997.11 | 베이시스(정재형) | 정규 앨범 | 《Friends》 | 삼성뮤직 | - 세상의 모든 이별 (Inst.) |
| 1997.11 | 베이시스(정재형) | 정규 앨범 | 《Friends》 | 삼성뮤직 | - 한번의 사랑 (Inst.)      |

### 정재형

#### 정규
기대(期待)
| 발매일  | Artist | 발매 형식 | 앨범명                                   | 기획사          | 수록곡                          |
| ------- | ------ | --------- | ---------------------------------------- | --------------- | ------------------------------- |
| 1999.03 | 정재형 | 정규      | 《기대》 보관됨 2015-12-23 - 웨이백 머신 | Universal Music |                                 |
| 1999.03 | 정재형 | 정규      | 《기대》 보관됨 2015-12-23 - 웨이백 머신 | Universal Music | - 내안에 작은 숲 (Feat. 이소라) |
| 1999.03 | 정재형 | 정규      | 《기대》 보관됨 2015-12-23 - 웨이백 머신 | Universal Music | - 기대                          |
| 1999.03 | 정재형 | 정규      | 《기대》 보관됨 2015-12-23 - 웨이백 머신 | Universal Music | - 그대로부터의 시작             |
| 1999.03 | 정재형 | 정규      | 《기대》 보관됨 2015-12-23 - 웨이백 머신 | Universal Music | - 저무는 길                     |
| 1999.03 | 정재형 | 정규      | 《기대》 보관됨 2015-12-23 - 웨이백 머신 | Universal Music | - 이별의 끝에서                 |
| 1999.03 | 정재형 | 정규      | 《기대》 보관됨 2015-12-23 - 웨이백 머신 | Universal Music | - Sigh (Inst.)                  |
| 1999.03 | 정재형 | 정규      | 《기대》 보관됨 2015-12-23 - 웨이백 머신 | Universal Music | - 그리고 아무말도 없었죠        |
| 1999.03 | 정재형 | 정규      | 《기대》 보관됨 2015-12-23 - 웨이백 머신 | Universal Music | - 시련                          |
| 1999.03 | 정재형 | 정규      | 《기대》 보관됨 2015-12-23 - 웨이백 머신 | Universal Music | - 강(江) (Inst.)                |
| 1999.03 | 정재형 | 정규      | 《기대》 보관됨 2015-12-23 - 웨이백 머신 | Universal Music | - 체념                          |
| 1999.03 | 정재형 | 정규      | 《기대》 보관됨 2015-12-23 - 웨이백 머신 | Universal Music | - 내 눈물 모아                  |
| 1999.03 | 정재형 | 정규      | 《기대》 보관됨 2015-12-23 - 웨이백 머신 | Universal Music | - 아름다운 시절                 |

두번째 울림
| 발매일     | Artist | 발매 형식 | 앨범명                                           | 기획사       | 수록곡                     |
| ---------- | ------ | --------- | ------------------------------------------------ | ------------ | -------------------------- |
| 2002.03.14 | 정재형 | 정규      | 《두 번째 울림》 보관됨 2015-12-23 - 웨이백 머신 | 대영에이브이 |                            |
| 2002.03.14 | 정재형 | 정규      | 《두 번째 울림》 보관됨 2015-12-23 - 웨이백 머신 | 대영에이브이 | - 편린                     |
| 2002.03.14 | 정재형 | 정규      | 《두 번째 울림》 보관됨 2015-12-23 - 웨이백 머신 | 대영에이브이 | - 파리에서의 하루          |
| 2002.03.14 | 정재형 | 정규      | 《두 번째 울림》 보관됨 2015-12-23 - 웨이백 머신 | 대영에이브이 | - 나같은 사랑이라면...     |
| 2002.03.14 | 정재형 | 정규      | 《두 번째 울림》 보관됨 2015-12-23 - 웨이백 머신 | 대영에이브이 | - 치유                     |
| 2002.03.14 | 정재형 | 정규      | 《두 번째 울림》 보관됨 2015-12-23 - 웨이백 머신 | 대영에이브이 | - 서로 다른 길 (with 린애) |
| 2002.03.14 | 정재형 | 정규      | 《두 번째 울림》 보관됨 2015-12-23 - 웨이백 머신 | 대영에이브이 | - 비록                     |
| 2002.03.14 | 정재형 | 정규      | 《두 번째 울림》 보관됨 2015-12-23 - 웨이백 머신 | 대영에이브이 | - 진주귀걸이를 한 처녀     |
| 2002.03.14 | 정재형 | 정규      | 《두 번째 울림》 보관됨 2015-12-23 - 웨이백 머신 | 대영에이브이 | - 이별 앞에 혼자           |
| 2002.03.14 | 정재형 | 정규      | 《두 번째 울림》 보관됨 2015-12-23 - 웨이백 머신 | 대영에이브이 | - 엽서                     |
| 2002.03.14 | 정재형 | 정규      | 《두 번째 울림》 보관됨 2015-12-23 - 웨이백 머신 | 대영에이브이 | - 내가 아직 소년일 때...   |
| 2002.03.14 | 정재형 | 정규      | 《두 번째 울림》 보관됨 2015-12-23 - 웨이백 머신 | 대영에이브이 | - 차라리 눈을 감아요       |
| 2002.03.14 | 정재형 | 정규      | 《두 번째 울림》 보관됨 2015-12-23 - 웨이백 머신 | 대영에이브이 | - Souvenir D`amour         |

For Jacqueline
| 발매일     | Artist | 발매 형식 | 앨범명                                             | 기획사   | 수록곡                            |
| ---------- | ------ | --------- | -------------------------------------------------- | -------- | --------------------------------- |
| 2008.04.03 | 정재형 | 정규      | 《For Jacqueline》 보관됨 2015-12-23 - 웨이백 머신 | 서울음반 |                                   |
| 2008.04.03 | 정재형 | 정규      | 《For Jacqueline》 보관됨 2015-12-23 - 웨이백 머신 | 서울음반 | - 지붕 위의 고양이 (Feat. 장윤주) |
| 2008.04.03 | 정재형 | 정규      | 《For Jacqueline》 보관됨 2015-12-23 - 웨이백 머신 | 서울음반 | - Running                         |
| 2008.04.03 | 정재형 | 정규      | 《For Jacqueline》 보관됨 2015-12-23 - 웨이백 머신 | 서울음반 | - 인어를 품에 안다                |
| 2008.04.03 | 정재형 | 정규      | 《For Jacqueline》 보관됨 2015-12-23 - 웨이백 머신 | 서울음반 | - 사랑은 이제 싫다                |
| 2008.04.03 | 정재형 | 정규      | 《For Jacqueline》 보관됨 2015-12-23 - 웨이백 머신 | 서울음반 | - 일요일 오후 (Feat. 정인)        |
| 2008.04.03 | 정재형 | 정규      | 《For Jacqueline》 보관됨 2015-12-23 - 웨이백 머신 | 서울음반 | - 날개                            |
| 2008.04.03 | 정재형 | 정규      | 《For Jacqueline》 보관됨 2015-12-23 - 웨이백 머신 | 서울음반 | - 쟈클린                          |
| 2008.04.03 | 정재형 | 정규      | 《For Jacqueline》 보관됨 2015-12-23 - 웨이백 머신 | 서울음반 | - 사랑은 끝을 지나 처음으로       |
| 2008.04.03 | 정재형 | 정규      | 《For Jacqueline》 보관됨 2015-12-23 - 웨이백 머신 | 서울음반 | - 1988                            |
| 2008.04.03 | 정재형 | 정규      | 《For Jacqueline》 보관됨 2015-12-23 - 웨이백 머신 | 서울음반 | - Longue Distance                 |

#### 피아노 연주 음반
정재형의 Promenade, 느리게 걷다
| 발매일     | Artist | 발매 형식 | 앨범명                                                             | 기획사     | 수록곡                                                        |
| ---------- | ------ | --------- | ------------------------------------------------------------------ | ---------- | ------------------------------------------------------------- |
| 2009.05.19 | 정재형 | 정규      | 《프롬나드, 느리게 걷다 - 소품집》 보관됨 2015-12-23 - 웨이백 머신 | Sony Music |                                                               |
| 2009.05.19 | 정재형 | 정규      | 《프롬나드, 느리게 걷다 - 소품집》 보관됨 2015-12-23 - 웨이백 머신 | Sony Music | - Sunny Days                                                  |
| 2009.05.19 | 정재형 | 정규      | 《프롬나드, 느리게 걷다 - 소품집》 보관됨 2015-12-23 - 웨이백 머신 | Sony Music | - Montage                                                     |
| 2009.05.19 | 정재형 | 정규      | 《프롬나드, 느리게 걷다 - 소품집》 보관됨 2015-12-23 - 웨이백 머신 | Sony Music | - 연인 (Sugang`s Theme)                                       |
| 2009.05.19 | 정재형 | 정규      | 《프롬나드, 느리게 걷다 - 소품집》 보관됨 2015-12-23 - 웨이백 머신 | Sony Music | - 꽃                                                          |
| 2009.05.19 | 정재형 | 정규      | 《프롬나드, 느리게 걷다 - 소품집》 보관됨 2015-12-23 - 웨이백 머신 | Sony Music | - 끝을 위한 시작                                              |
| 2009.05.19 | 정재형 | 정규      | 《프롬나드, 느리게 걷다 - 소품집》 보관됨 2015-12-23 - 웨이백 머신 | Sony Music | - Promenade                                                   |
| 2009.05.19 | 정재형 | 정규      | 《프롬나드, 느리게 걷다 - 소품집》 보관됨 2015-12-23 - 웨이백 머신 | Sony Music | - 물과 바람                                                   |
| 2009.05.19 | 정재형 | 정규      | 《프롬나드, 느리게 걷다 - 소품집》 보관됨 2015-12-23 - 웨이백 머신 | Sony Music | - 시간은 그대와 흘러 (Original Ver.) (with 엄정화, 루시드 폴) |
| 2009.05.19 | 정재형 | 정규      | 《프롬나드, 느리게 걷다 - 소품집》 보관됨 2015-12-23 - 웨이백 머신 | Sony Music | - 위로                                                        |
| 2009.05.19 | 정재형 | 정규      | 《프롬나드, 느리게 걷다 - 소품집》 보관됨 2015-12-23 - 웨이백 머신 | Sony Music | - Fire                                                        |
| 2009.05.19 | 정재형 | 정규      | 《프롬나드, 느리게 걷다 - 소품집》 보관됨 2015-12-23 - 웨이백 머신 | Sony Music | - Jump                                                        |
| 2009.05.19 | 정재형 | 정규      | 《프롬나드, 느리게 걷다 - 소품집》 보관됨 2015-12-23 - 웨이백 머신 | Sony Music | - 격투                                                        |
| 2009.05.19 | 정재형 | 정규      | 《프롬나드, 느리게 걷다 - 소품집》 보관됨 2015-12-23 - 웨이백 머신 | Sony Music | - 사건                                                        |
| 2009.05.19 | 정재형 | 정규      | 《프롬나드, 느리게 걷다 - 소품집》 보관됨 2015-12-23 - 웨이백 머신 | Sony Music | - 어느 가을 날                                                |
| 2009.05.19 | 정재형 | 정규      | 《프롬나드, 느리게 걷다 - 소품집》 보관됨 2015-12-23 - 웨이백 머신 | Sony Music | - 연인 #2 (Byunghee`s Theme)                                  |
| 2009.05.19 | 정재형 | 정규      | 《프롬나드, 느리게 걷다 - 소품집》 보관됨 2015-12-23 - 웨이백 머신 | Sony Music | - 길                                                          |
| 2009.05.19 | 정재형 | 정규      | 《프롬나드, 느리게 걷다 - 소품집》 보관됨 2015-12-23 - 웨이백 머신 | Sony Music | - 시작을 위한 끝                                              |
| 2009.05.19 | 정재형 | 정규      | 《프롬나드, 느리게 걷다 - 소품집》 보관됨 2015-12-23 - 웨이백 머신 | Sony Music | - 시간은 그대와 흘러 (Radio Ver.)                             |

Le Petit Piano
| 발매일     | Artist | 발매 형식 | 앨범명                                             | 기획사 | 수록곡                 |
| ---------- | ------ | --------- | -------------------------------------------------- | ------ | ---------------------- |
| 2010.04.13 | 정재형 | 정규      | 《Le Petit Piano》 보관됨 2015-12-23 - 웨이백 머신 | 안테나 |                        |
| 2010.04.13 | 정재형 | 정규      | 《Le Petit Piano》 보관됨 2015-12-23 - 웨이백 머신 | 안테나 | - 오솔길               |
| 2010.04.13 | 정재형 | 정규      | 《Le Petit Piano》 보관됨 2015-12-23 - 웨이백 머신 | 안테나 | - 사랑하는 이들에게    |
| 2010.04.13 | 정재형 | 정규      | 《Le Petit Piano》 보관됨 2015-12-23 - 웨이백 머신 | 안테나 | - 여름의 조각들        |
| 2010.04.13 | 정재형 | 정규      | 《Le Petit Piano》 보관됨 2015-12-23 - 웨이백 머신 | 안테나 | - 달빛                 |
| 2010.04.13 | 정재형 | 정규      | 《Le Petit Piano》 보관됨 2015-12-23 - 웨이백 머신 | 안테나 | - 겨울의 정원          |
| 2010.04.13 | 정재형 | 정규      | 《Le Petit Piano》 보관됨 2015-12-23 - 웨이백 머신 | 안테나 | - 바람에 이는 나뭇가지 |
| 2010.04.13 | 정재형 | 정규      | 《Le Petit Piano》 보관됨 2015-12-23 - 웨이백 머신 | 안테나 | - 비밀                 |
| 2010.04.13 | 정재형 | 정규      | 《Le Petit Piano》 보관됨 2015-12-23 - 웨이백 머신 | 안테나 | - 가을의 뒷뜰          |

Avec Piano
| 발매일     | Artist | 발매 형식 | 앨범명                                         | 기획사 | 수록곡                |
| ---------- | ------ | --------- | ---------------------------------------------- | ------ | --------------------- |
| 2019.06.10 | 정재형 | 정규      | 《Avec Piano》 보관됨 2015-12-23 - 웨이백 머신 | 안테나 |                       |
| 2019.06.10 | 정재형 | 정규      | 《Avec Piano》 보관됨 2015-12-23 - 웨이백 머신 | 안테나 | - Mistral             |
| 2019.06.10 | 정재형 | 정규      | 《Avec Piano》 보관됨 2015-12-23 - 웨이백 머신 | 안테나 | - La Mer              |
| 2019.06.10 | 정재형 | 정규      | 《Avec Piano》 보관됨 2015-12-23 - 웨이백 머신 | 안테나 | - Summer Swim         |
| 2019.06.10 | 정재형 | 정규      | 《Avec Piano》 보관됨 2015-12-23 - 웨이백 머신 | 안테나 | - Andante             |
| 2019.06.10 | 정재형 | 정규      | 《Avec Piano》 보관됨 2015-12-23 - 웨이백 머신 | 안테나 | - 마음속 깊은 곳에    |
| 2019.06.10 | 정재형 | 정규      | 《Avec Piano》 보관됨 2015-12-23 - 웨이백 머신 | 안테나 | - Le Mont             |
| 2019.06.10 | 정재형 | 정규      | 《Avec Piano》 보관됨 2015-12-23 - 웨이백 머신 | 안테나 | - 그곳, 아침에서      |
| 2019.06.10 | 정재형 | 정규      | 《Avec Piano》 보관됨 2015-12-23 - 웨이백 머신 | 안테나 | - Waltz for Emptiness |

### 안테나

#### 안테나 워리어스
| 발매일     | Artist                                  | 발매 형식   | 앨범명 | 기획사 | 수록곡                                                |
| ---------- | --------------------------------------- | ----------- | --- | ------ | ----------------------------------------------------- |
| 2011.07.26 | 유희열 정재형 루시드 폴 페퍼톤스 박새별 | 라이브 앨범 | 《안테나뮤직 워리어스》 보관됨 2015-12-23 - 웨이백 머신 유희열 (Piano, Keyboard) 루시드 폴 (A.Guitar) 페퍼톤스 신재평 (E.Guitar) 페퍼톤스 이장원 (Bass) 정재형 (Piano, Keyboard) 박새별 (Piano, Keyboard) | 안테나 |                                                       |
| 2011.07.26 | 유희열 정재형 루시드 폴 페퍼톤스 박새별 | 라이브 앨범 | 《안테나뮤직 워리어스》 보관됨 2015-12-23 - 웨이백 머신 유희열 (Piano, Keyboard) 루시드 폴 (A.Guitar) 페퍼톤스 신재평 (E.Guitar) 페퍼톤스 이장원 (Bass) 정재형 (Piano, Keyboard) 박새별 (Piano, Keyboard) | 안테나 | - 정재형 <Running (워리어스 Live Ver.)>               |
| 2011.07.26 | 유희열 정재형 루시드 폴 페퍼톤스 박새별 | 라이브 앨범 | 《안테나뮤직 워리어스》 보관됨 2015-12-23 - 웨이백 머신 유희열 (Piano, Keyboard) 루시드 폴 (A.Guitar) 페퍼톤스 신재평 (E.Guitar) 페퍼톤스 이장원 (Bass) 정재형 (Piano, Keyboard) 박새별 (Piano, Keyboard) | 안테나 | - 페퍼톤스 <Ready, Get Set, Go! (워리어스 Live Ver.)> |
| 2011.07.26 | 유희열 정재형 루시드 폴 페퍼톤스 박새별 | 라이브 앨범 | 《안테나뮤직 워리어스》 보관됨 2015-12-23 - 웨이백 머신 유희열 (Piano, Keyboard) 루시드 폴 (A.Guitar) 페퍼톤스 신재평 (E.Guitar) 페퍼톤스 이장원 (Bass) 정재형 (Piano, Keyboard) 박새별 (Piano, Keyboard) | 안테나 | - 박새별 <Remember Me (워리어스 Live Ver.)>           |
| 2011.07.26 | 유희열 정재형 루시드 폴 페퍼톤스 박새별 | 라이브 앨범 | 《안테나뮤직 워리어스》 보관됨 2015-12-23 - 웨이백 머신 유희열 (Piano, Keyboard) 루시드 폴 (A.Guitar) 페퍼톤스 신재평 (E.Guitar) 페퍼톤스 이장원 (Bass) 정재형 (Piano, Keyboard) 박새별 (Piano, Keyboard) | 안테나 | - 루시드 폴 <국경의 밤 (워리어스 Live Ver.)>          |
| 2011.07.26 | 유희열 정재형 루시드 폴 페퍼톤스 박새별 | 라이브 앨범 | 《안테나뮤직 워리어스》 보관됨 2015-12-23 - 웨이백 머신 유희열 (Piano, Keyboard) 루시드 폴 (A.Guitar) 페퍼톤스 신재평 (E.Guitar) 페퍼톤스 이장원 (Bass) 정재형 (Piano, Keyboard) 박새별 (Piano, Keyboard) | 안테나 | - 유희열 <뜨거운 안녕 (워리어스 Live Ver.)>           |
| 2011.07.26 | 유희열 정재형 루시드 폴 페퍼톤스 박새별 | 라이브 앨범 | 《안테나뮤직 워리어스》 보관됨 2015-12-23 - 웨이백 머신 유희열 (Piano, Keyboard) 루시드 폴 (A.Guitar) 페퍼톤스 신재평 (E.Guitar) 페퍼톤스 이장원 (Bass) 정재형 (Piano, Keyboard) 박새별 (Piano, Keyboard) | 안테나 | - 유희열 <여름날 (워리어스 Live Ver.)>                |

## 음반 영상

### 뮤직 비디오

#### 베이시스
| 연도 | Artist           | MV                                    | 앨범명                 | 공급사 |
| ---- | ---------------- | ------------------------------------- | ---------------------- | ------ |
| 1995 | 베이시스         | - 베이시스 <내가 날 버린 이유>        | 《Looking For Myself》 | 멜론   |
| 1997 | 베이시스(정재형) | - 베이시스(정재형) <세상의 모든 이별> | 《Friends》            | 엠넷   |

#### 정재형
| 연도 | Artist | MV                                    | 앨범명                                             | 공급사   |
| ---- | ------ | ------------------------------------- | -------------------------------------------------- | -------- |
| 1995 | 정재형 | - 베이시스 <내가 날 버린 이유>        | 《Looking For Myself》                             | 멜론     |
| 1997 | 정재형 | - 베이시스(정재형) <세상의 모든 이별> | 《Friends》                                        | 엠넷     |
| 1999 | 정재형 | - 정재형 <체념>                       | 《기대》 보관됨 2015-12-23 - 웨이백 머신           | 엠넷     |
| 1999 | 정재형 | - 정재형 <기대>                       | 《기대》 보관됨 2015-12-23 - 웨이백 머신           | 엠넷     |
| 2002 | 정재형 | - 정재형 <나같은 사랑이라면...>       | 《두 번째 울림》 보관됨 2015-12-23 - 웨이백 머신   | 엠넷     |
| 2008 | 정재형 | - 정재형 <Running>                    | 《For Jacqueline》 보관됨 2015-12-23 - 웨이백 머신 | 원더케이 |

## 참여 목록

### 참여 음반
| 참조 문서               |
| 정재형의 음반 참여 목록 |
| ----------------------- |

### 참여 뮤직 비디오

#### 음반・출연
| 연도 | Artist                                                                               | 참여      | MV | 앨범명                                                  | 공급사 |
| ---- | ------------------------------------------------------------------------------------ | --------- | --- | ------------------------------------------------------- | ------ |
| 2011 | 토이(유희열) 정재형 루시드 폴 페퍼톤스 박새별                                        | 음반 출연 | - 안테나 워리어스 <Running> (워리어스 Live Ver.) (원곡 : 정재형) - 안테나 워리어스 <여름날> (워리어스 Live Ver.) (원곡 : 유희열) | 《안테나뮤직 워리어스》 보관됨 2015-12-23 - 웨이백 머신 | 안테나 |
| 2020 | 토이(유희열) 정재형 루시드 폴 페퍼톤스 박새별 윤석철 이진아 CHAI 정승환 권진아 샘 김 | 음반 출연 | - Everything Is OK (with Antenna Ver.) (원곡 : 페퍼톤스)                                                                         | 《Everything Is OK》                                    | 안테나 |

#### 음반
| 연도 | Artist              | 참여 | MV                                                 | 앨범명                                     | 비고                                            | 공급사     |
| ---- | ------------------- | ---- | -------------------------------------------------- | ------------------------------------------ | ----------------------------------------------- | ---------- |
| 1998 | 김원준              | 음반 | - 김원준 <가까이>                                  | 《Self Destruction》                       | - 편곡 : 정재형                                 | 엠넷       |
| 1999 | 류시원              | 음반 | - 류시원 <약속>                                    | 《몽(夢)》                                 | - 작곡 : 정재형 - 편곡 : 정재형                 | 엠넷       |
| 2004 | 엄정화              | 음반 | - 엄정화 <Eternity>                                | 《Self Destruction》                       | - 작사 : 정재형 - 작곡 : 정재형 - 편곡 : 정재형 |            |
| 2005 | 정재형              | 음반 | - 정재형 <꽃이 지다 (Feat. 조원선)>                | 《오로라 공주》 OST                        | - 작사 : 정재형 - 작곡 : 정재형 - 편곡 : 정재형 | 멜론       |
| 2006 | 다니엘 헤니, 알렉스 | 음반 | - 다니엘 헤니, 알렉스 <Kissing Me! (Feat. 엄정화)> | 《Mr. 로빈 꼬시기》 OST                    | - 작사 : 정재형 - 작곡 : 정재형                 | PLAYYMOVIE |
| 2007 | 이동건              | 음반 | - 이동건 <지금 사랑>                               | 《지금 사랑하는 사람과 살고 있습니까?》OST | - 작사 : 정재형 - 작곡 : 정재형 - 편곡 : 정재형 | 멜론       |

#### 출연
| 연도 | 참여 | MV | 비고                 | 공급사    |
| ---- | ---- | --- | -------------------- | --------- |
| 2011 | 출연 | - 아이유 <좋은 날>                                                                                           |                      | 원더케이  |
| 2016 | 출연 | - 이진아 <배불러>                                                                                            |                      | 안테나    |
| 2016 | 출연 | - <So Nice (GMF 2016 Ver.)> feat. 페퍼톤스, 권정열, 김민석, 달총, 빌리어코스티, 안녕하신가영, 이원석, 이한철 | 그랜드 민트 페스티벌 | MINTPAPER |

#### 리메이크
| 연도 | 구분     | MV                                             | 앨범명                           | 원곡 / 원곡자                                                                      | 공급사                |
| ---- | -------- | ---------------------------------------------- | -------------------------------- | ---------------------------------------------------------------------------------- | --------------------- |
| 2010 | 리메이크 | - 럼블피쉬 <좋은 사람 있으면 소개시켜줘>       | 《좋은 사람 있으면 소개시켜줘》  | - 발매 : 1995 - 원곡 : 베이시스 - 작곡 : 정재형                                    | 원더케이              |
| 2020 | 리메이크 | - 조이(레드벨벳) <좋은 사람 있으면 소개시켜줘> | 《슬기로운 의사생활 OST Part 2》 | 원곡 : 베이시스 <좋은 사람 있으면 소개시켜줘> - 발매 : 1996 - 작곡 : 정재형        | 스톤뮤직 엔터테인먼트 |
| 2020 | 리메이크 | - 휘인(마마무) <내 눈물 모아> (원곡 : 서지원)  | 《슬기로운 의사생활 OST》        | 원곡 : 서지원 <내 눈물 모아> - 발매 : 1995 - 작곡 : 정재형 - 편곡 : 정재형, 성지훈 | 원더케이              |

## 음반 외 활동

### 저서
| 출간일          | 제목                                             | 분야 | 저자   | 출판사 |
| --------------- | ------------------------------------------------ | ---- | ------ | ------ |
| 2008년 4월 16일 | 《정재형의 Paris Talk : 자클린 오늘은 잠들어라》 | 여행 | 정재형 | 브이북 |
| 2008년          | 《정재형의 Paris Sketch》                        |      | 정재형 |        |

### 방송
| 연도 | 메인   | 제목                                            | 방송사            | 공급사           |
| ---- | ------ | ----------------------------------------------- | ----------------- | ---------------- |
| 2015 | 정재형 | - '음악은 영화다' 정재형이 영화음악 감독이라구? | 음악은 영화다     | KBS              |
| 2019 | 정재형 | - 아티스트 정재형 <나만 잘하면 돼>              | 셀레브 - sellev.  | 셀레브 - sellev. |
| 2019 | 정재형 | - 정재형 VS 유희열! 본격 피아노 배틀            | 유희열의 스케치북 | 네이버 TV        |

### 음반

#### 앨범 오디오 가이드
| 연도 | Artist | 제목                              | 콘서트 | 공급사 |
| ---- | ------ | --------------------------------- | ------ | ------ |
| 2019 | 정재형 | 정재형 《Avec Piano》 AUDIO GUIDE | 안테나 | 안테나 |

#### 앨범 메이킹
| 연도 | Artist | 제목 | 콘서트                                         | 공급사 |
| ---- | ------ | --- | ---------------------------------------------- | ------ |
| 2019 | 정재형 | - 정재형 《Avec Piano》 ALBUM MAKING - ep1. SJF BEHIND - 정재형 《Avec Piano》 ALBUM MAKING - ep2. Bon Voyage! - 정재형 《Avec Piano》 ALBUM MAKING - ep3. Behind The Scene | 《Avec Piano》 보관됨 2015-12-23 - 웨이백 머신 | 안테나 |

#### 콘서트 비하인드
| 연도 | Artist | 제목                                                        | 콘서트                              | 공급사 |
| ---- | ------ | ----------------------------------------------------------- | ----------------------------------- | ------ |
| 2019 | 정재형 | - 2019 정재형이 만드는 음악회 'Avec Piano' (Concert Behind) | 정재형이 만드는 음악회 'Avec Piano' | 안테나 |

### 리메이크 된 곡

#### 베이시스 곡
| 연도 | 제목                                                       | 앨범명                                             | 원곡 / 원작자                                   | 프로그램                   | 공급사    |
| ---- | ---------------------------------------------------------- | -------------------------------------------------- | ----------------------------------------------- | -------------------------- | --------- |
| 2000 | - 고호경 <좋은 사람 있으면 소개시켜줘>                     | 《Good Will》                                      | - 발매 : 1995 - 원곡 : 베이시스 - 작곡 : 정재형 | 음악캠프                   | MBCkpop   |
| 2010 | - 럼블피쉬 <좋은 사람 있으면 소개시켜줘>                   | 《좋은 사람 있으면 소개시켜줘》                    | - 발매 : 1995 - 원곡 : 베이시스 - 작곡 : 정재형 | 원더케이                   | 원더케이  |
| 2010 | - 윤아(소녀시대) <좋은 사람 있으면 소개시켜줘>             | 《The 1st Asia Tour Concert `Into The New World`》 | - 발매 : 1995 - 원곡 : 베이시스 - 작곡 : 정재형 | 소녀시대의 크리스마스 동화 | TV-People |
| 2019 | - 브라운 아이드 걸스 <내가 날 버린 이유> (원곡 : 베이시스) | 《RE_vive》                                        | - 발매 : 1995 - 원곡 : 베이시스 - 작곡 : 정재형 | 유희열의 스케치북          | KBS Kpop  |

#### 참여 곡
| 연도 | 제목                                             | 앨범명            | 원곡 / 원작자                                                                      | 프로그램               | 공급사    |
| ---- | ------------------------------------------------ | ----------------- | ---------------------------------------------------------------------------------- | ---------------------- | --------- |
| 2015 | - 정재형 <내 눈물 모아> (원곡 : 서지원)          |                   | 원곡 : 서지원 <내 눈물 모아> - 발매 : 1995 - 작곡 : 정재형 - 편곡 : 정재형, 성지훈 | 투유 프로젝트 - 슈가맨 | 네이버 TV |
| 2017 | - 정재형 & 정승환 <내 눈물 모아> (원곡 : 서지원) |                   | 원곡 : 서지원 <내 눈물 모아> - 발매 : 1995 - 작곡 : 정재형 - 편곡 : 정재형, 성지훈 | 유희열의 스케치북      | 네이버 TV |
| 2015 | - 린 <내 눈물 모아> (원곡 : 서지원)              | 《슈가맨 Part.8》 | 원곡 : 서지원 <내 눈물 모아> - 발매 : 1995 - 작곡 : 정재형 - 편곡 : 정재형, 성지훈 | 투유 프로젝트 - 슈가맨 | 네이버 TV |

### 방송 프로그램

#### TV
| 연도                    | 방송사               | 프로그램                                        |
| ----------------------- | -------------------- | ----------------------------------------------- |
| 2011.04.30 ~ 2011.07.02 | MBC                  | 《무한도전 서해안고속도로 가요제》              |
| 2012.02.26 ~ 2012.10.14 | SBS                  | 《정재형 이효리의 유&아이》: 진행               |
| 2014                    | MBC                  | 《띠동갑내기 과외하기》                         |
| 2013.01.22 ~ 2013.03.12 | KBS 2TV              | 《달빛 프린스》                                 |
| 2014.02.12 ~ 2014.05.08 | 올리브tv             | 《정재형의 프랑스 가정식》 : 진행               |
| 2015.07.30 ~ 2015.10.15 | tvN                  | 《젠틀맨리그》: 진행                            |
| 2016.04.29.~2016.05.20  | tvN                  | 《노래의 탄생》 : 진행 (파일럿)                 |
| 2012.09.01 ~ 2020.08.15 | KBS 2TV              | 《불후의 명곡 - 전설을 노래하다》: 대기실 진행  |
| 2017.10.07 ~ 10.08      | KBS                  | 추석특집《건반 위의 하이에나》: 정재형 & 정승환 |
| 2017.05.04              | KBS                  | 《해피투게더》: 안테나                          |
| 2017.07.11 ~ 2017.08.01 | JTBC                 | 패키지로 세계일주《뭉쳐야 뜬다》                |
| 2018.03.02 ~ 2018.04.20 | KBS                  | 《건반 위의 하이에나》: 진행                    |
| 2018.05.18              | 웹 프로그램 넷플릭스 | 《범인은 바로 너!》                             |
| 2018.09.09 ~ 2018.09.23 | SBS                  | 《미운 우리 새끼》                              |
| 2019.09.07              | tvN                  | 《일로 만난 사이》                              |
| 2019.10.13 ~ 2020.07.05 | JTBC                 | 《방구석 1열》 : 진행                           |
| 2019.10.15 ~ 2019.12.03 | 올리브tv             | 《치킨로드》                                    |
| 2020.08.29 ~ 2020.11.21 | MBC                  | 《놀면 뭐하니?》                                |
| 2021.11.11~             | EBS1                 | 《채소가지구》                                  |

| 연도       | 방송사 | 프로그램   |
| ---------- | ------ | ---------- |
| 2024.08.22 | 유튜브 | 《핑계고》 |

#### 라디오
| 연도                   | 방송사      | 프로그램                               |
| ---------------------- | ----------- | -------------------------------------- |
|                        | SBS         | 《정재형, 홍진경의 뮤직파워》: 진행    |
| 2015.6.15 ~ 2018.05.13 | KBS Cool FM | 《정재형, 문희준의 즐거운 생활》: 진행 |

### 광고

#### 배경음악
| 브랜드                  | 앨범, 곡                                                                       |
| ----------------------- | ------------------------------------------------------------------------------ |
| 대림아파트 e편한세상 CF | 《지금 사랑하는 사람과 살고 있습니까?》OST 정재형 <지금 사랑 (Accordion Ver.)> |

#### 출연
| 연도   | 브랜드                                                           |
| ------ | ---------------------------------------------------------------- |
| 2011년 | LG전자 옵티머스LTE & LGU플러스 옵티머스 (유희열, JYJ와 공동출연) |
| 2011년 | SK텔링크 00700 (정형돈과 공동출연)                               |
| 2013년 | 2013년 현대자동차 (인터넷 버전 CF)                               |

## 음악 방송

#### 베이시스
| 방송일     | Artist   | 곡명                                                           | 프로그램          | 방송사  | 공급사            |
| ---------- | -------- | -------------------------------------------------------------- | ----------------- | ------- | ----------------- |
| 1995.11.10 | 베이시스 | - 베이시스 <내가 날 버린 이유>                                 | 인기가요 BEST 50  | MBC     | MBCKPOP           |
| 1995.09.15 | 베이시스 | - 베이시스 <내가 날 버린 이유>                                 | 인기가요 BEST 50  | MBC     | MBCKPOP           |
| 1995.07.19 | 베이시스 | - 베이시스 <내가 날 버린 이유>                                 | Again 가요톱10    | KBS     | Again 가요톱10    |
| 2000.09.09 | 정재형   | - 정재형 <내가 날 버린 이유>                                   | 이소라의 프로포즈 | KBS     | KBS예능: 깔깔티비 |
| 2005.10.27 | 정재형   | - 정재형 <내가 날 버린 이유> (원곡 : 베이시스 / 작곡 : 정재형) | 김동률의 포유     | MBC     | MBCKPOP           |
| 2008.07.19 | 정재형   | - 정재형 <작별의식> (원곡 : 베이시스 / 작곡 : 정재형)          | 텔레콘서트 자유   | 대구MBC | 네이버 TV         |

#### 정재형

##### 정재형
| 방송일     | Artist | 곡명                                                           | 프로그램               | 방송사  | 공급사            |
| ---------- | ------ | -------------------------------------------------------------- | ---------------------- | ------- | ----------------- |
| 1998.02.08 | 정재형 | - 정재형 <세상의 모든 이별>                                    | 이소라의 프로포즈      | KBS     | KBS예능: 깔깔티비 |
| 1999.06.05 | 정재형 | - 정재형 <체념>                                                | 음악 캠프              | MBC     | MBCKPOP           |
| 1999.09.11 | 정재형 | - 정재형 <기대>                                                | 음악 캠프              | MBC     | MBCKPOP           |
| 2000.09.09 | 정재형 | - 정재형 <시련>                                                | 이소라의 프로포즈      | KBS     | KBS예능: 깔깔티비 |
| 2002.03.23 | 정재형 | - 정재형 <나 같은 사랑이라면>                                  | 이소라의 프로포즈      | KBS     | KBS예능: 깔깔티비 |
| 2002.05.04 | 정재형 | - 정재형 <나같은 사랑이라면... >                               | 음악 캠프              | MBC     | MBCKPOP           |
| 2004       | 정재형 | - 정재형 <나 같은 사랑이라면>                                  | 창고대방출 히트송      | SBS     | SBS Medianet.     |
| 2005.10.27 | 정재형 | - 정재형 <내가 날 버린 이유> (원곡 : 베이시스 / 작곡 : 정재형) | 김동률의 포유          | MBC     | MBC               |
| 2008.07.19 | 정재형 | - 정재형 <작별의식> (원곡 : 베이시스 / 작곡 : 정재형)          | 텔레콘서트 자유        | 대구MBC | 네이버 TV         |
| 2010.07.02 | 정재형 | - 정재형 <체념>                                                | EBS 스페이스 공감      | EBS     | EBS               |
| 2010.07.02 | 정재형 | - 정재형 <편린>                                                | EBS 스페이스 공감      | EBS     | EBS               |
| 2017.07.15 | 정재형 | - 정재형 <Running>                                             | 유희열의 스케치북      | KBS     | 네이버 TV         |
| 2005.10.27 | 정재형 | - 정재형 <시련>                                                | 김동률의 포유          | EBS     | EBS               |
| 2010.07.02 | 정재형 | - 정재형 <사랑하는 이들에게>                                   | EBS 스페이스 공감      | EBS     | EBS               |
| 2010.07.02 | 정재형 | - 정재형 <오솔길>                                              | EBS 스페이스 공감      | EBS     | EBS               |
| 2010.07.02 | 정재형 | - 정재형 <달빛>                                                | EBS 스페이스 공감      | EBS     | EBS               |
| 2010.07.02 | 정재형 | - 정재형 <바람에 이는 나뭇가지>                                | EBS 스페이스 공감      | EBS     | EBS               |
| 2010.07.02 | 정재형 | - 정재형 <겨울의 정원>                                         | EBS 스페이스 공감      | EBS     | EBS               |
| 2015.12.08 | 정재형 | - 정재형 <내 눈물 모아> (원곡 - 서지원) (원곡자 - 정재형)      | 투유 프로젝트 - 슈가맨 | JTBC    | 네이버 TV         |
| 2017.03.25 | 정재형 | - 정재형 <편린>                                                | 유희열의 스케치북      | KBS     | kbs kpop          |
| 2017.07.15 | 정재형 | - 정재형 <내 눈물 모아> (with 정승환) (원작자 - 정재형)        | 유희열의 스케치북      | KBS     | kbs kpop          |
| 2017.10.08 | 정재형 | - 정재형 <그댄 모르죠> (vocal 정승환)                          | 건반 위의 하이에나     | KBS     | 네이버 TV         |
| 2019.06.08 | 정재형 | - 정재형 <La Mer> (WITH 백주영)                                | 유희열의 스케치북      | KBS     | 네이버 TV         |
| 2019.06.08 | 정재형 | - 정재형 <Running>                                             | 유희열의 스케치북      | KBS     | 네이버 TV         |
| 2019.06.14 | 정재형 | - 정재형 <지붕 위의 고양이 (Feat. 장윤주)>                     | 안테나                 | 안테나  | 안테나            |

##### 콘서트
| 연도 | Artist | 제목                                                      | 방송사                      | 공급사 |
| ---- | ------ | --------------------------------------------------------- | --------------------------- | ------ |
| 2019 | 정재형 | - 정재형 <편린> - 정재형 <Summer Swim> - 정재형 <Andante> | 2019 정재형이 만드는 음악회 | 안테나 |

##### 공연
| 연도 | Artist | 제목 | 방송사                  | 공급사          |
| ---- | ------ | --- | ----------------------- | --------------- |
| 2008 | 정재형 | 정재형 (내 눈물 모아/좋은 사람 있으면 소개시켜줘/내가 날 버린 이유) | 텔레콘서트 자유         | 대구MBC         |
| 2010 | 정재형 | - 피아노 치는 남자 정재형 <인터뷰 1.> - 피아노 치는 남자 정재형 <인터뷰 2.> - 피아노 치는 남자 정재형 <소개> <오솔길> - 피아노 치는 남자 정재형 <사랑하는 이들에게> - 피아노 치는 남자 정재형 <달빛> - 피아노 치는 남자 정재형 <체념> - 피아노 치는 남자 정재형 <바람에 이는 나뭇가지> - 피아노 치는 남자 정재형 <겨울의 정원> - 피아노 치는 남자 정재형 <편린>, <인터뷰> - 피아노 치는 남자 정재형 <Running> | EBS 스페이스 공감       | EBS             |
| 2019 | 정재형 | - 정재형 <La Mer> (WITH 백주영) - 정재형 <순정마초> - 정재형 <Running> - 정재형 <지붕 위의 고양이 (Feat. 장윤주)> | 서울 재즈 페스티벌 2019 | SJF 2019 안테나 |

##### Special
| 방송일     | 곡명                                                                        | 프로그램                       | 방송사       | 공급사    |
| ---------- | --------------------------------------------------------------------------- | ------------------------------ | ------------ | --------- |
| 2012.04.22 | - 임정희 <나 같은 사랑이라면> (with 정재형)> (원곡 : 정재형)                | 정재형 이효리의 유&아이        | SBS          | 네이버 TV |
| 2012.06.21 | - 윤상 <영원 속에 (with 정재형)> (원곡 : 윤상)                              | 정재형 이효리의 유&아이        | SBS          | 네이버 TV |
| 2011.07.02 | - 정재형 & 정형돈 <순정마초>                                                | 무한도전                       | MBC          | 네이버 TV |
| 2011.09.02 | - 정재형 & 정형돈 <순정마초>                                                | 한국방송대상                   | 한국방송대상 | MediaVOP  |
| 2017.03.25 | - 정재형 & 주현미 <한 걸음 한 걸음> (작사 : 이광석, 정재형 / 작곡 : 정재형) | 유희열의 스케치북              | KBS          | kbs kpop  |
| 2017.07.15 | - 정재형 & 정승환 <내 눈물 모아> (원곡 - 서지원)                            | 유희열의 스케치북              | KBS          | 네이버 TV |
| 2019.06.08 | - 정재형 <순정마초>                                                         | 유희열의 스케치북              | KBS          | 네이버 TV |
| 2020.04.18 | - 정재형 〈그댄 모르죠〉 (원곡 : 정재형 With 정승환)                        | Everything is OK, with Antenna | 안테나       | 안테나    |

#### 안테나
| 방송일     | 제목                                     | 프로그램                                                                     | 공급사 |
| ---------- | ---------------------------------------- | ---------------------------------------------------------------------------- | ------ |
| 2020.04.18 | - Everything Is OK with Antenna : 정재형 | 소규모 랜선 페스티벌 릴레이 라이브 스트리밍 'Everything is OK, with Antenna' | 안테나 |

## 같이 보기
- 정재형의 음반 참여 목록